# Montigny-sur-Aube
 Montigny-sur-Aube  là một xã ở tỉnh Côte-d’Or trong vùng Bourgogne-Franche-Comté, phía đông nước Pháp. Khu vực này có độ cao tưd 225-348 mét trên mực nước biển.